# Louis de Cressolles
Louis de Cressolles (1568-1634) est un jésuite français, théoricien de l'art oratoire, auteur du Theatrum veterum rhetorum (titre complet :Theatrum veterum rhetorum, oratorum, declamatorum, quos in Graecia nominabant Σοφιστὰς) , étude sur la sophistique antique, et des Vacationes autumnales (titre complet : Vacationes autumnales, sive de perfecta oratoris actione et pronuntiatione), traité de rhétorique centré sur la question de l'action oratoire.

## Biographie
D'origine bretonne, Louis de Cressolles est né dans le diocèse de Tréguier. Il est admis chez les jésuites en 1588 et fait son noviciat à Verdun, puis il étudie à Paris au collège de Clermont. Il a une très bonne maîtrise du grec et du latin. On lui confie l'enseignement des belles-lettres à l'université de Pont-à-Mousson.
En 1619, il est appelé à Rome par le général des jésuites Vitelleschi pour être secrétaire aux lettres latines pour la correspondance avec l'Assistance de France, en remplacement de Jacques de Sirmond. Il conserve cette fonction jusqu'à sa mort le 11 novembre 1634.
En partant pour Rome, il confie à ses collègues le manuscrit du Theatrum veterum rhetorum et celui des Vacationes autumnales ; ils vont faire paraître ces œuvres en 1620.

## Œuvres

### LeTheatrum veterum rhetorum
Les deux premiers livres portent sur la Première sophistique (sophistes des Ve – IVe siècles av. J.-C.), les trois suivants sur la Seconde sophistique (époque impériale).

### LesVacationes autumnales
Les Vacationes autumnales (Vacances d'automne), en trois livres, publiées en 1620, ont la forme de dialogues entre quatre jeunes disciples des jésuites. Le thème principal de leur entretien est l'action oratoire, c'est-à-dire la partie de l'art oratoire qui traite de l'attitude et de la gestuelle de l'orateur, de la diction et de la voix.

### Autres œuvres
Le Mystagogus, en quatre livres, dédié au cardinal de Bérulle, est consacré à la sainteté et à la dignité des prêtres et aux devoirs des membres du clergé dans l'exercice de leur sacerdoce comme dans leur vie privée.
L’Anthologia sacra (1632) traite des vertus des hommes de religion.